# برونو شيريللو
برونو شيريللو (بالإيطالية: Bruno Cirillo)‏ (21 مارس 1977 إيطاليا - ) هو لاعب كرة قدم إيطالي، يلعب كمدافع، شارك في الألعاب الأولمبية الصيفية 2000.

## وصلات خارجية
برونو شيريللو على موقع قاعدة بيانات كرة القدم.إي يو (الإنجليزية)
- برونو شيريللو على موقع Soccerway.com (الإنجليزية)
- برونو شيريللو على موقع عالم كرة القدم.نت (الإنجليزية)
- برونو شيريللو على موقع أوليمبيديا (الإنجليزية)